# Sazanka
Sazanka (Japans: さざんか) is een Japans restaurant in Amsterdam, Nederland. Het restaurant had van 2015 tot en met 2018 een Michelinster.
GaultMillau kende het restaurant in 2016 15 van de 20 punten toe. Het serveert gerechten in de teppanyaki-stijl.
Restaurant Sazanka is gevestigd in het Hotel Okura Amsterdam en was het derde restaurant in het hotel dat een of meer sterren had. De restaurants met Michelinster in het hotel zijn Ciel Bleu en Yamazato.